# Bilgaczewo
Bilgaczewo (ros. Бильгачево) – wieś w Rosji, w rejonie charowskim obwodu wołogodzkiego. W 2010 r. liczyła 43 mieszkańców.